# Packard 1957 e 1958
Con Packard 1957 e Packard 1958 si intende una gamma di automobili vendute con il marchio Packard ma che in realtà erano dei modelli prodotti dalla Studebaker. La fine della produzione delle auto Packard avvenne nel 1956 quando gli stabilimenti nell'East Grand Boulevard di Detroit furono venduti. Nello stesso anno la Packard aveva venduto alla Curtiss-Wright anche gli stabilimenti nei quali produceva motori e trasmissioni.
Alcuni dirigenti della Studebaker ritenevano che il marchio Packard poteva avere ancora un qualche valore per cui effettuò su queste vetture una leggera ristilizzazione, montò degli interni più lussuosi oltre a dare a queste vetture il marchio Packard. La speranza era quella di vendere abbastanza auto da poter finanziare la progettazione e la costruzione di una vettura di lusso completamente nuova.

## La Packard Clipper del 1957

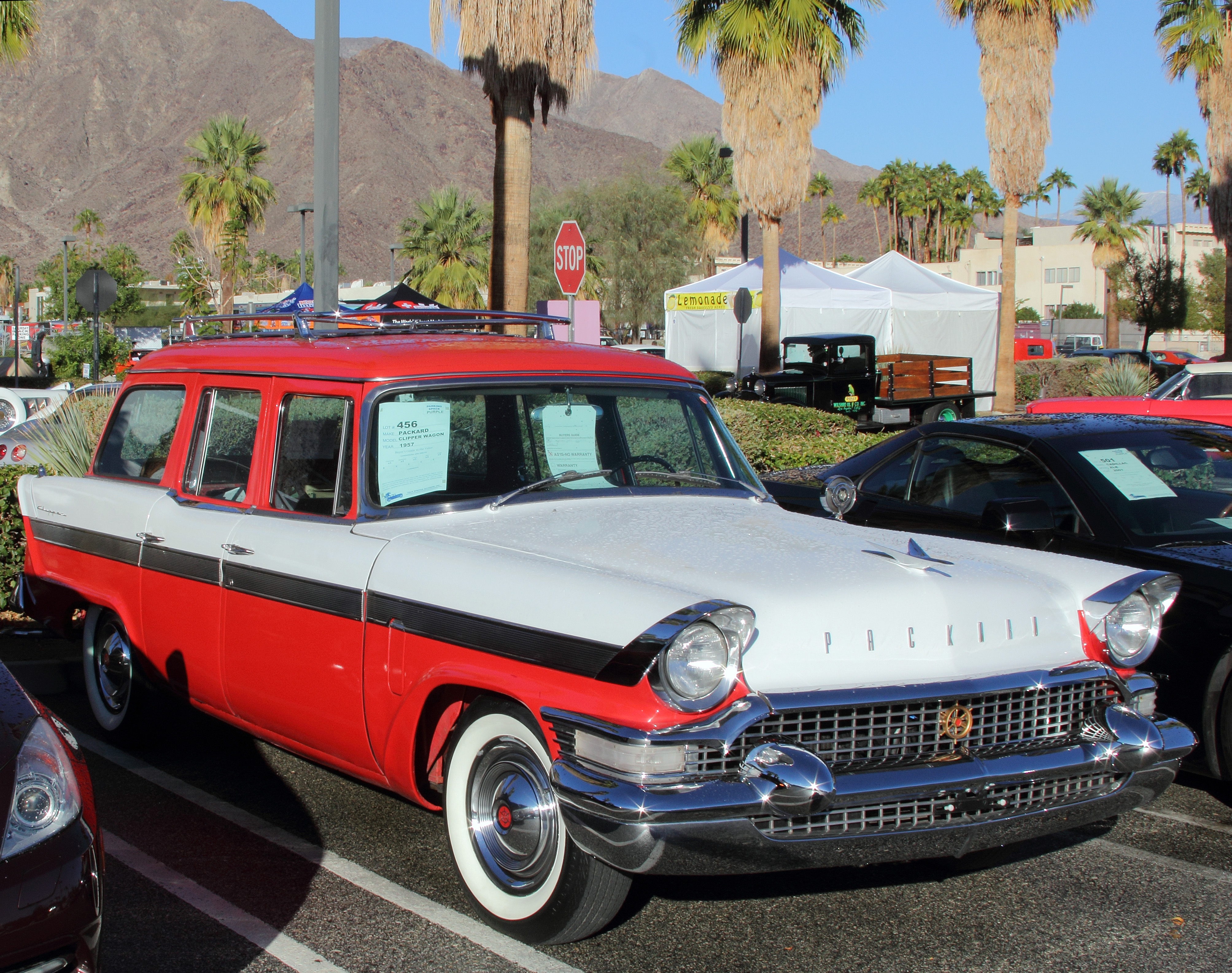
Packard Country Sedan

Per realizzare il Model year 1957 la Studebaker-Packard utilizzò la President, modello al vertice della gamma, e vi aggiunse una nuova calandra e nuove luci posteriori. Venne montato anche un cruscotto che aveva l'aspetto di essere stato lavorato dal pieno. La nuova vettura venne chiamata Packard Clipper. Furono due i modelli prodotti nel 1957: la Town Sedan a quattro porte e la Country Sedan con carrozzeria familiare. Le luci posteriori furono prese dalla Clipper del 1956, mentre i fari con sopracciglio, cruscotto, interni e copriruote erano tutti in stile Packard. In realtà molte di queste componenti erano solo lavorate per sembrare di produzione Packard una volta montate su una Studebaker.
Quando i concessionari della Packard videro l'auto alle presentazioni regionali, la loro risposta fu completamente negativa. Molti venditori dissero che la nuova vettura era troppo simile alle Studebaker sulle quali si basava e senza alcun riferimento alla Packard. Le vendite furono basse, con 4.089 esemplari, la maggioranza dei quali Town Sedan. Le critiche fecero sì che queste vetture venissero chiamate in maniera dispregiativa Packardbaker. Per dotare le vetture di un motore di potenza adeguata alle auto Packard, venne realizzata una versione dotata di compressore volumetrico McCulloch del V8 small-block da 4,7 L (289 in3) usato sulla Studebaker Golden Hawk. La potenza era di 275 hp (205 kW), uguale a quella dei motori montati sulle Packard del 1956. Siccome le vetture dotate di carrozzeria Studebaker realizzate nel 1957 erano, seppur di poco, più leggere delle Packard dell'anno precedente, le prestazioni che potevano dare erano eccezionali per l'epoca.
Lo scrittore e storico delle automobili Richard Langworth ha fatto presente che queste auto, pur non essendo delle vere Packard, erano comunque delle ottime Studebaker.

## Le ultime Packard

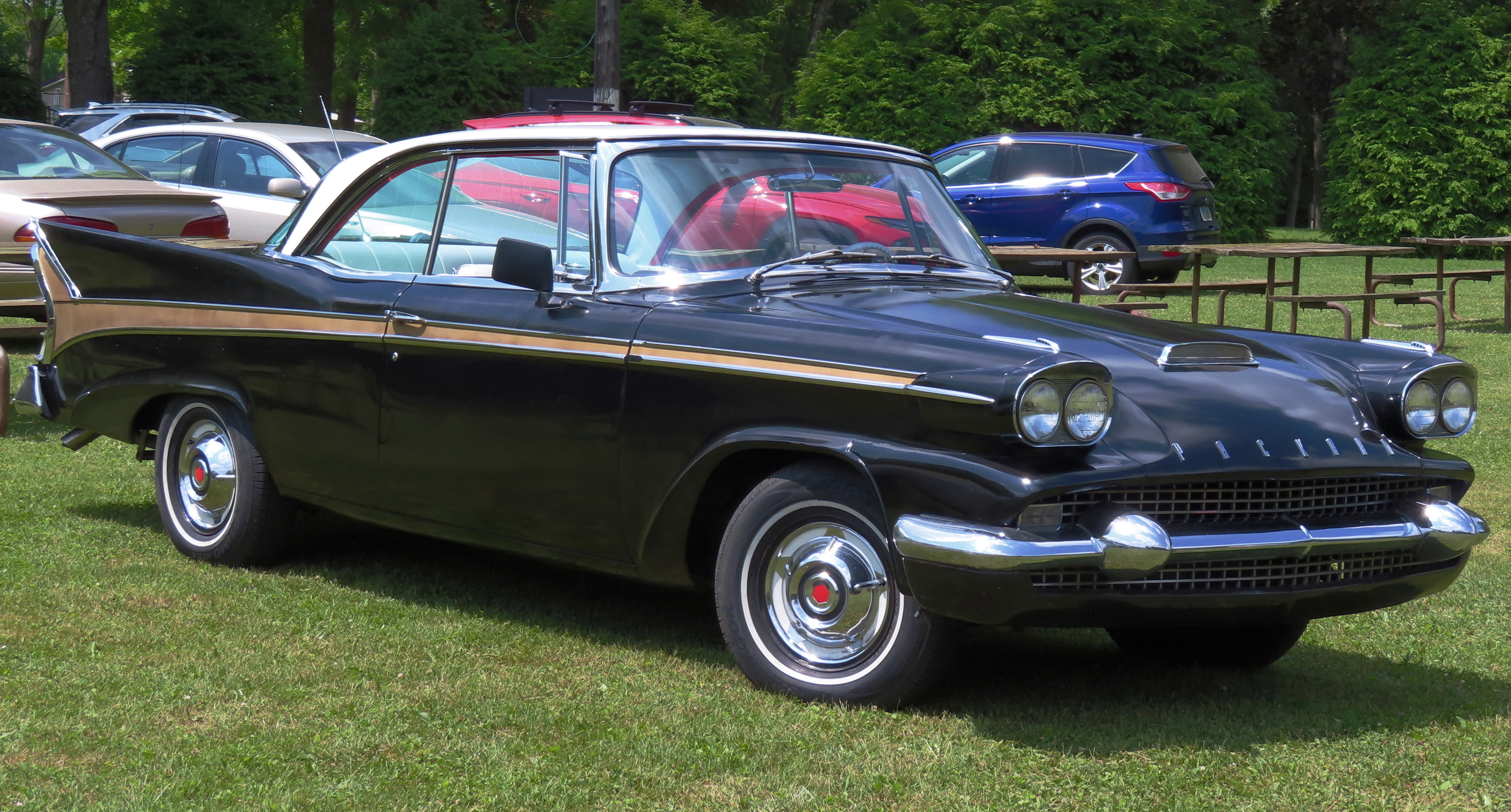
Packard Starlight Coupé del 1958

Il 1958 vide la linea di produzione della Packard ridotta a soli due modelli con quattro tipologie di carrozzerie. Erano disponibili una berlina quattro porte, una coupé due porte con hardtop, che a volte veniva indicata come Starlight, altro nome usato dalla Studebaker, una familiare quattro porte, che aveva il solo nome di Packard, e la Packard Hawk. Quest'ultima era una vettura ottenuta modificando una Studebaker Golden Hawk aggiungendovi una calandra a bocca di pesce. L'estetica delle vetture si doveva a Duncan McRae, che si doveva confrontare con l'ordine della componente finanziaria della Studebaker-Packard che imponeva che le modifiche fossero le più economiche possibili. Furono montati dei fari a doppia luce grazie alla realizzazione di pod in vetroresina sui parafanghi anteriori della vettura dell'anno precedente, che erano progettati per ricevere fari singoli. Nella parte posteriore McRae cercò di seguire la moda delle pinne, introdotta dalla Chrysler con i suoi modelli 1957 Foward Look, realizzando delle estensioni inclinate in vetroresina a forma di pinna che venivano montate sulla parte superiore dei parafanghi posteriori. Per le luci posteriori si continuò a usare quelle della Clipper del 1956. La Packard adottò anche la larga e bassa calandra a bocca di pesce per distinguere ulteriormente queste vetture dalle cugine Studebaker.

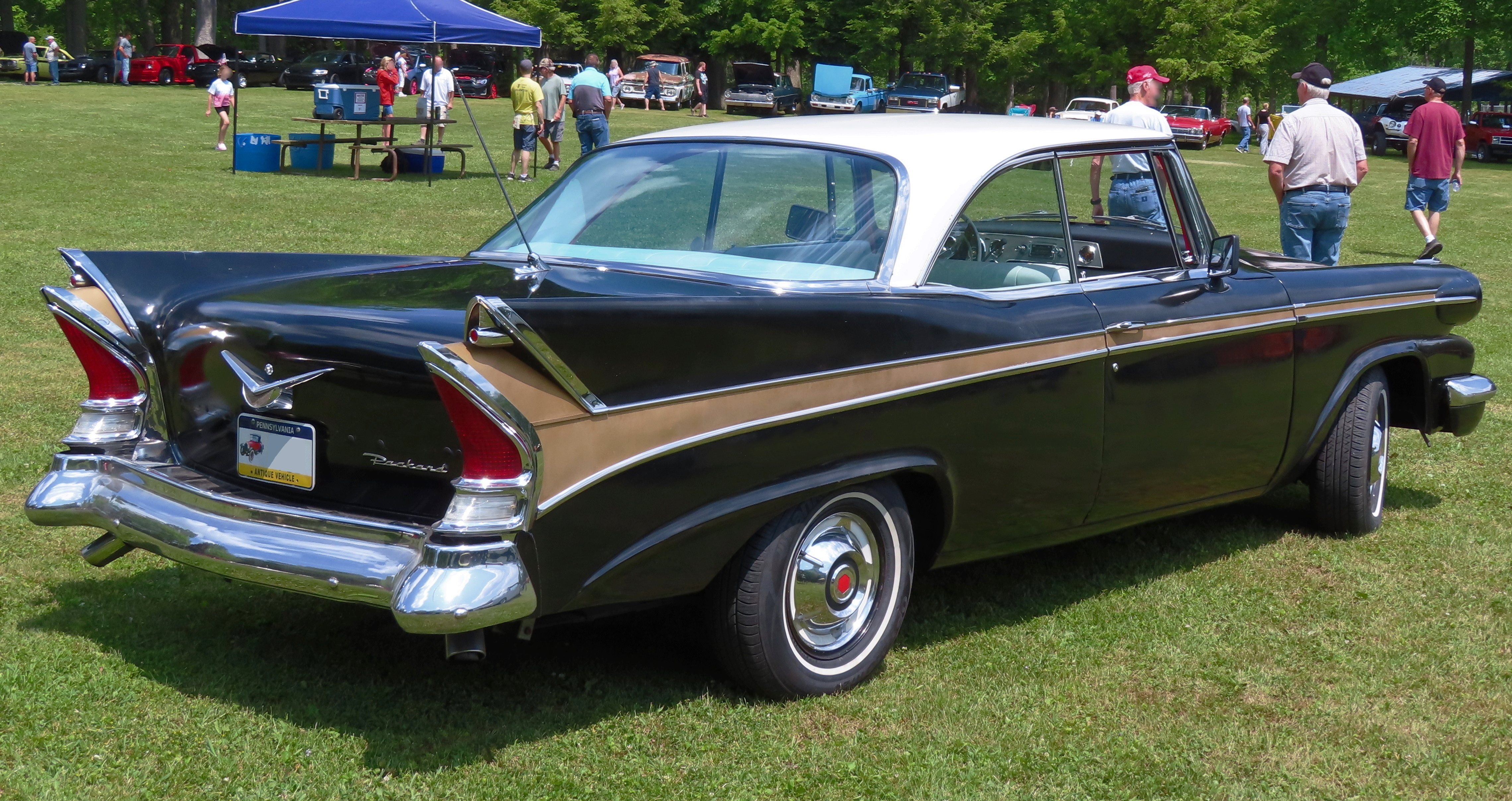
Vista posteriore

Nonostante gli sforzi di McRae, la vettura non aveva un aspetto coerente, quanto piuttosto quello di una vettura messa insieme unendo diverse componenti. Il giornalista Uncle Tom McCahill fece notare che la parte posteriore dell'auto dava la sensazione che fosse stata lasciate al sole per troppo tempo e che le pinne inclinate iniziassero a sciogliersi colando lungo i fianchi dei parafanghi.
Le vendite furono di soli 2.034 esemplari dei tre modelli standard (berlina, coupé e familiare) prodotti. A questi esemplari si aggiunsero anche 588 Packard Hawk. Il modello più raro è costituito dalla familiare, che venne prodotta in soli 159 esemplari. L'ultima Packard uscì dagli stabilimenti della Studebaker di South Bend il 13 luglio 1958.
Nel 1962 la Studebaker-Packard Corporation eliminò ufficialmente il nome Packard dalla ragione sociale.

## Le Packard 1958 nel cinema
Una familiare Packard del 1958, in viola e oro, si può vedere nel film del 2001 Cuori in Atlantide.